# Saera Khan

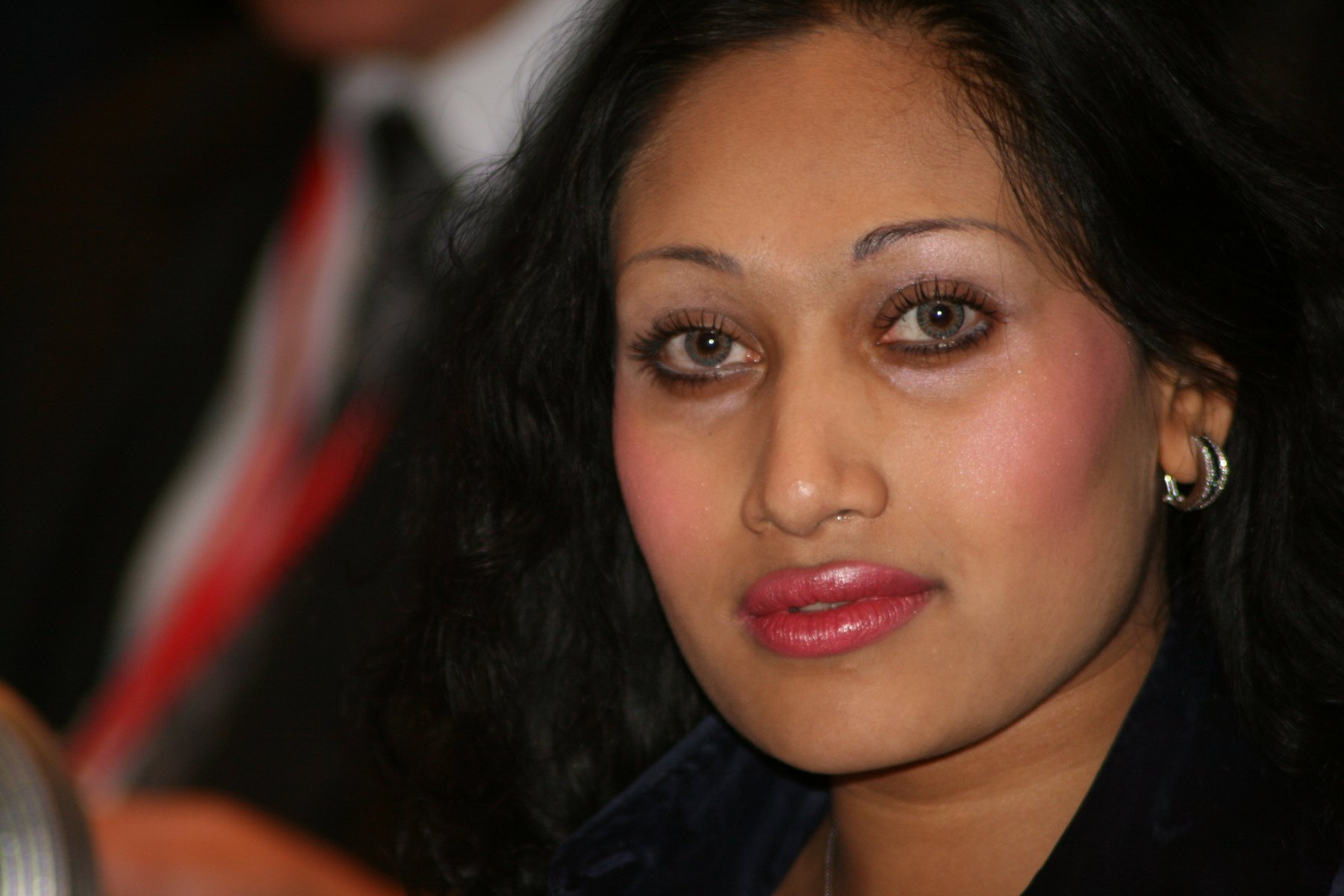
Saera Khan (2007)

Saera Tithi Khan (* 23. April 1979 in Oslo) ist eine norwegische Politikerin und ehemalige Abgeordnete der Arbeiderpartiet (sozialdemokratische Partei Norwegens) im Storting.
Khan, deren Eltern aus Bangladesch eingewandert waren, wuchs in Oslo auf. Sie besuchte die renommierte Katedralskole in der norwegischen Landeshauptstadt und studierte anschließend Politikwissenschaft, Betriebswirtschaft sowie Gender- und Europafragen an der Universität Oslo.
Von 1999 bis 2005 vertrat sie ihre Partei im Stadtrat von Oslo. Seit 2002 ist sie Mitglied des Reichsvorstandes der Arbeiderpartiet. Zwischen 2005 und 2009 gehörte sie dem Storting, dem nationalen norwegischen Parlament, an.
Nachdem die norwegische Zeitung Verdens Gang 2008 berichtet hatte, dass Khan auf Kosten der Steuerzahler Telefonate mit Wahrsagerinnen für umgerechnet mehrere zehntausend Euro geführt hatte (davon allein innerhalb von drei Monaten für rund 6.000 Euro), bestritt Khan die Vorwürfe zunächst, räumte sie später jedoch ein. Sie kündigte daraufhin an, zu den Parlamentswahlen im September 2009 nicht – wie eigentlich vorgesehen – anzutreten.